# Teplyk (huyện)
Huyện Teplyk (tiếng Ukraina: Теплицький район, chuyển tự: Teplyks'kyi raion) là một huyện của tỉnh Vinnytsia thuộc Ukraina. Huyện Teplyk có diện tích 809 km², dân số theo điều tra dân số ngày 5 tháng 12 năm 2001 là 35267 người với mật độ 44 người/km2. Trung tâm huyện nằm ở Teplyk.